# Przeciwradiolokacja
Przeciwradiolokacja jest to technika mająca na celu przeciwdziałanie wykorzystywaniu przez przeciwnika urządzeń i systemów radiolokacyjnych. W tym celu mogą być wykorzystywane:
- aktywne zakłócenia radioelektroniczne
- pasywne zakłócenia radioelektroniczne – wytwarzanie dodatkowych odbić dzięki wyrzucaniu przez broniący się obiekt tzw. dipoli elektromagnetycznych (np. ładunków folii metalizowanej).